# Samo jednom se ljubi (1981.)
Samo jednom se ljubi, hrvatski dugometražni film iz 1981. godine.